# Фернандиш Перейра, Диогу
Диогу Фернандиш Перейра (Диогу Фернандеш, порт. Diogo Fernandes Pereira; XVI ст.) — португальский мореплаватель XVI века, родом из Сетубала. Диогу Фернандиш был первым известным европейским капитаном, посетившим остров Сокотра в 1503 году, и одним из первооткрывателей островов Маскаренского архипелага (Реюньон, Маврикий и Родригес) в 1507 году. Возможно, он также был первым европейцем, вошедшим из Атлантического океана в Индийский океан не через Мозамбикский пролив, а по пути к востоку от острова Мадагаскар («внешний путь» к Ост-Индии).

## Биография
Его иногда называют по родному городу Диогу Фернандиш де Сетубал, чтобы отличать его от одноимённого авантюриста того же времени, также действовавшего в Индийском океане и известного как Диогу Фернандиш де Бежа. В более старых летописях, например Дамиана де Гойша, его имя записано как Диогу Фернандиш «Питейра» или «Петейра».
Диогу Фернандиш был португальским моряком малоизвестного происхождения. По словам Жуана де Барруша, он был «уроженцем Сетубала, человеком, который находил себе много применений на море» (muito usado no mar). Он служил кормчим на нескольких кораблях.

## Открытие острова Сокотра (1503)
В 1503 году Диогу Фернандиш Перейра был назначен кормчим и капитаном (необычная комбинация) корабля из португальского Сетубала, направлявшегося в Индию в составе 5-й Индийской армады. Остаётся неизвестным, каким образом его повысили до ранга капитана индийского нау (обычно зарезервированного для дворян или богачей).
В некоторых второстепенных источниках говорится, что корабль Диогу Фернандиша назывался Setúbal. Это почти наверняка не так. Известные хроники и списки 5-й Индийской армады на самом деле не дают его кораблю названия, а просто называют «кораблём из Сетубала», свидетельствуя о том, что он мог быть частно снаряжён торговым сообществом города Сетубал. Это может объяснить, как Диогу Фернандиш стал капитаном — купцы Сетубала просто естественно решили доверить свой капитал своему самому осведомленному и опытному земляку.
Корабль Диогу Фернандиша вошёл в состав 5-й португальской Индийской армады Афонсу д’Албукерки. Первоначально Фернандиш был назначен в третью эскадру этого флота под руководством вице-адмирала Антонио де Салданьи. Но навигационные ошибки со стороны последнего привели к разделению кораблей эскадры вскоре после прохождения островов Кабо-Верде. Дальше Диогу Фернандиш вынужден был следовать сам.
Хотя рассказ Коррея не подтверждается другими хронистами, Диогу Фернандиш Перейра, похоже, почти наверняка пропустил остров Мозамбик, привычный пункт сбора португальских кораблей, где, как известно, его ждал один из кораблей его эскадры во главе с Руи Лоренсу Равашку. Зато мы слышим о Фернандише возле мыса Гвардафуй, что является важным свидетельством в пользу того, что он выбрал внешний маршрут, поскольку, плывя именно по нему на север, он не увидел бы африканское побережье до самого Африканского Рога.
Где-то в конце 1503 года неподалеку от мыса Гвардафуй Диогу Фернандиш наткнулся на остров Сокотра. Хотя об острове издавна знали восточные купцы (алоэ Сокотры было очень ценным бальзамом на рынках Аравии и Индии), для португальцев (и европейцев вообще) того времени он оставался неизведанным. Диогу Фернандиш был удивлён найти на острове в преимущественно мусульманском регионе довольно значительную христианскую (ассирийскую) общину. Фернандиш перезимовал на Сокотре, прежде чем пересечь Индийский океан (опять самостоятельно) в начале 1504 года. Таким образом, для Западной Европы он стал первооткрывателем острова (впрочем, другие португальские хронисты считают, что Сокотру открыл Висенте Содре, который пополнял здесь запасы питьевой воды).
Диогу Фернандиш прибыл в Индию как раз тогда, когда заморин из Каликута начал нападение на союзный Португалии Кочин. Во время ожесточенной битвы при Кочине (1504) командир португальского гарнизона Дуарте Пашеку Перейра поручил некоему «Диогу Перейру» (возможно, Диогу Фернандишу?) управлять при защите города португальским судном «Консепсан» (Concepção).

## Открытие Маскаренских островов (1507)
Диогу Фернандиш вернулся в Португалию в 1505 году. Его доклад о Сокотре вызвал большой интерес при португальском дворе. Стратегическое расположение острова в устье Красного моря сделало его хорошим местом для размещения португальского гарнизона, чтобы следить за арабским судоходством и закрыть конкурирующую торговлю специями через этот маршрут. Существование изолированной христианской общины сделало остров ещё более привлькательным для португальцев, давно надеявшихся найти на Индийском океане порт с христианским населением. Немедленно были начаты планы снаряжения эскадрильи под командованием Афонса ди Албукерки, чтобы захватить остров для Португалии.
Эскадра Сокотры была присоединена к 8-й армаде 1506 во главе с Тристаном да Кунья. Сам Диогу Фернандиш также участвовал в экспедиции, но только как кормчий корабля Афонсу Албукерки «Лебедь» (Cisne или Cirné).
В конце 1506 года, когда 8-я армада совершила традиционную для того времени остановку на острове Мозамбик, адмирал Тристан да Кунья приказал исследовать остров Мадагаскар (тогда известный как остров Св. Лаврентия, порт. ilha de São Lourenço). Во время этого перерыва предполагается, что Албукерки (не очень заинтересованный в таких географических изысканиях) решил остаться на Мозамбике и временно передал свой корабль Cirné под командование капитана Диогу Фернандиша Перейры.
Считается, что Диогу Фернандиш проплыл широкую дугу по морю к востоку от Мадагаскара и наткнулся на остров Реюньон, который он назвал островом св. Аполлонии (порт. ilha de Santa Apollonia (в честь святой Аполлонии, день которой был 9 февраля 1507 года). Он двинулся дальше на восток, где открыл остров Маврикий, который назвал ilha do Cirné (по названию своего корабля). Оттуда Фернандиш пошел ещё дальше на восток и обнаружил остров, теперь известный как Родригес, но в то время подписывавшийся на картах как ilha de Diogo Fernandes, Domigo Friz или Domingo Frias (последние два, вероятно, просто плохие картографические транскрипции или сокращения от Диого Фернандиш). Он останавливался пополнить запасы воды на первом и третьем островах, прежде чем возвратиться в Мозамбик.
Остров Диогу Фернандиш («Домиго Фриз») в 1509 году посетил Диогу Лопиш де Секейра, и на некоторых картах иногда появляется название «Дон Галопеш» (ещё одна транскрибированная аббревиатура) для этого острова. Окончательно остров сменил название гораздо позже — после прибытия в 1528 году ещё одного португальского исследователя Диогу Родригиша, присвоившего ему своё имя (остров Родригес).
Диогу Родригиш дал название и всему архипелагу из трёх островов, назвав их Маскаренски в честь другого мореплавателя — вице-короля Португальской Индии Педру ди Машкареньяша, посетившего острова в 1512 году, следуя описаниям Секейры.

## Дальнейшие сведения
По возвращении из своего маскаренского плавания Диогу Фернандиш Перейра продолжил плавание с Албукерки и участвовал в покорении Сокотры тем летом. После этого чёткие сведения о нём остутствуют. Если бы Диогу Фернандиш остался на борту Cirne после Сокотры, то участвовал бы вместе с Албукерки в завоевании Ормуза осенью 1507 года, но о его пребывании там у нас нет никаких сведений. Что ещё важнее, отсутствуют записи об его участии (или неучастии) в мятеже против Албукерки в Ормузе. Мы знаем, что Албукерки повысил некоего «Диниша Фернандиша» в капитаны вместо одного из мятежников; мы также знаем, что некто «Диогу Перейра» был причастен к представлению петиции мятежных капитанов португальскому вице-королю в Кочине. Но нет никаких доказательств, что кого-то из них можно отождествить с Диогу Фернандишем Перейрой.